# Maria Antonina (film 2006)
Maria Antonina (ang. Marie Antoinette) – amerykańsko-francusko-japoński dramat biograficzno-kostiumowy w reżyserii Sofii Coppoli opisujący życie francuskiej królowej Marii Antoniny, żony króla Ludwika XVI. Scenariusz filmu luźno nawiązuje do biografii królowej pt. Maria Antonina. Podróż przez życie autorstwa Antonii Fraser. Rolę tytułową gra w nim Kirsten Dunst, a w pozostałych rolach m.in. Jason Schwartzman, Judy Davis i Rip Torn. Światowa premiera filmu odbyła się na Festiwalu w Cannes 24 maja 2006, natomiast premiera w Polsce – 5 stycznia 2007. Film pochodzi z wytwórni Sony Pictures Entertainment i Columbia Pictures.

## Obsada
| Aktor                  | Rola                                                     |
| ---------------------- | -------------------------------------------------------- |
| Kirsten Dunst          | Maria Antonina                                           |
| Jason Schwartzman      | Ludwik XVI                                               |
| Rip Torn               | Ludwik XV                                                |
| Judy Davis             | Hrabina de Noailles                                      |
| Asia Argento           | Madame du Barry                                          |
| Marianne Faithfull     | Maria Teresa Habsburg                                    |
| Aurore Clément         | Księżna de Chartres                                      |
| Guillaume Gallienne    | Hrabia Vergennes                                         |
| Molly Shannon          | Madame Victoire, córka Ludwika XV                        |
| Steve Coogan           | Hrabia Mercy d’Argenteau                                 |
| Shirley Henderson      | Madame Sophie, córka Ludwika XV                          |
| Jean-Christophe Bouvet | Książę Choiseul                                          |
| Filippo Bozotti        | Dimitri                                                  |
| Chloé Van Barthold     | Madame Elisabeth, siostra Ludwika XVI                    |
| Paul Jasmin            | Baron Jasmin                                             |
| Rose Byrne             | Yolande Martine Gabrielle de Polastron, księżna Polignac |
| Mary Nighy             | Księżniczka de Lamballe                                  |
| Sara Adler             | Hrabina d’Artois                                         |
| Jean Christophe Bouvet | Duc de Choiseul                                          |
| Jamie Dornan           | Hrabia Fersen                                            |
| Arnaud Klein           | Strażnik królewski                                       |
| Mélodie Berenfeld      | Austriacka przyjaciółka                                  |
| Io Bottoms             | Kobieta w poczekalni                                     |
| Al Weaver              | Hrabia d’Artois                                          |
| Héloise Godet          | Członek sądu                                             |
| Clara Braiman          | Austriacka przyjaciółka                                  |
| Aleksia Landeau        | Hrabina de Castelabjac                                   |
| Danny Huston           | Józef II                                                 |
| Tom Hardy              | Hrabia de Rohan                                          |
| Rachel Berger          | Lady M.B.                                                |
| Mathieu Amalric        | Mężczyzna na balu maskowym                               |